# Nernier
 Nernier  es una comuna y población de Francia, en la región de Auvernia-Ródano-Alpes, departamento de Alta Saboya, en el distrito de Thonon-les-Bains y cantón de Douvaine.
Su población en el censo de 1999 era de 361 habitantes.
Está integrada en la Communauté de communes du Bas-Chablais .
Se encuentra a orillas del lago Léman.

## Demografía
| 361 |
| Para los censos de 1962 a 1999 la población legal corresponde a la población sin duplicidades (Fuente: INSEE [Consultar]) |